# Rávdurivier (Könkämä)
Rávdurivier (Samisch: Rávdujohka) is een rivier annex beek, die stroomt in de Zweedse  gemeente Kiruna. De rivier verzorgt de afwatering van het Rávdumeer, dat op het Rávduplateau ligt. De rivier stroomt naar het noordoosten en is circa 10 kilometer lang.
Afwatering: Rávdurivier → Könkämärivier →  Muonio → Torne → Botnische Golf